# Mario Graf Matuschka
Mario Franz de Paula Graf von Matuschka, Freiherr von Toppolczan und Spaetgen (* 27. Februar 1931 in Oppeln, Provinz Oberschlesien) ist ein ehemaliger deutscher Diplomat.

## Leben und Ausbildung
Mario Franz von Matuschka ist das älteste von vier Kindern des 1944 als Regimegegner hingerichteten Michael Graf von Matuschka und dessen Ehefrau Pia, geborene Gräfin Stillfried-Rattonitz. Nach der Absetzung des Vaters als Oppelner Landrat übersiedelte die Familie 1933 nach Berlin und 1937 nach Breslau, wohin der Vater als Regierungsrat an das Oberpräsidium berufen wurde. Dort besuchte Matuschka die Grundschule und ab 1940 bis Januar 1945 das Matthias-Gymnasium.
Als die Rote Armee bei Kriegsende 1945 in Schlesien einrückte, gelang der Familie die Flucht in den Westen. Im Herbst 1945 wurde Matuschka in das Domgymnasium zu Fulda aufgenommen, wo er 1949 die Reifeprüfung ablegte. Es folgte 1949/50 ein Studienjahr in Literaturwissenschaft und Philosophie an der Universität Fribourg/Schweiz. 1950–1954 studierte er Rechtswissenschaften, zunächst ein Studienjahr an der Juristischen Fakultät der Universität Paris und anschließend fünf Semester an der Ludwig-Maximilians-Universität München. 1954 legte er in München das Erste Juristische Staatsexamen ab und 1960, nach dem Vorbereitungsdienst in Baden-Württemberg und Bayern, das Zweite Juristische Staatsexamen in München. 1960 promovierte er mit einer Arbeit aus dem Staatsrecht zum Dr. jur.
Mario Graf Matuschka heiratete 1962 Eleonore Gräfin v. Waldburg-Wolfegg († 13. Oktober 2017). Aus der Ehe stammen vier Kinder, darunter der Theater- und Opernregisseur Johannes von Matuschka.

## Beruflicher Werdegang
1961 erfolgte der Eintritt in den Auswärtigen Dienst der Bundesrepublik Deutschland. Als Attaché wurde er an der Beobachtermission in New York eingesetzt und nach der Abschlussprüfung für den Höheren Auswärtigen Dienst 1963 als Vizekonsul und 1964 Konsul am Generalkonsulat der Bundesrepublik Deutschland in Salzburg. 1966 wurde er als Legationsrat und Kulturreferent an die Botschaft Islamabad versetzt, 1968 als Konsular- und ab 1969 als Politischer Referent und Legationsrat I. Kl. an die Botschaft Tokyo. 1971 bis 1975 war er als Vortragender Legationsrat im Ostasienreferat des Auswärtigen Amts in Bonn eingesetzt, anschließend als Botschaftsrat in der Wirtschaftsabteilung der Botschaft London. 1978 erfolgte seine Berufung als stellvertretender Referatsleiter in das Grundsatzreferat der Personalabteilung des Auswärtigen Amts. Es folgte eine zweijährige Abordnung als stellvertretender Protokollchef zu den Vereinten Nationen nach New York.
Von 1983 bis 1988 war er als Vortragender Legationsrat I. Kl. Leiter des Referats für Internationale technologische Zusammenarbeit im Auswärtigen Amt. 1988 wurde Matuschka vom Berliner Senat zum Staatssekretär und Protokollchef des Landes Berlin ernannt. 1990 bis 1993 leitete er in der Wirtschaftsabteilung des Auswärtigen Amts als Ministerialdirigent die Unterabteilung mit der Zuständigkeit für Internationale Beziehungen in den Bereichen Wissenschaft, Technologie, friedliche Nutzung der Kernenergie, Nichtverbreitung der Kernwaffen, Umwelt und Telekommunikation.
Matuschka wurde im Januar 1993 Botschafter und Ständiger Vertreter der Bundesrepublik Deutschland bei der Organisation für Wirtschaftliche Zusammenarbeit und Entwicklung (OECD) in Paris. Dieses Amt übte er bis zum Eintritt in den gesetzlichen Ruhestand im März 1996 aus.
Als Diplomatischer Berater der Generalkommissarin der Expo 2000 in Hannover war er von 1996 an bei der Vorbereitung der ersten Weltausstellung auf deutschem Boden tätig, u. a. als bevollmächtigter Vertreter der Bundesregierung auf Werbereisen nach Algerien, Australien, Brunei, Island, Korea, Kroatien, Liechtenstein, Malaysia, Marokko, Nepal, Neuseeland, den Philippinen, Singapur, Slowenien, Tunesien und Vietnam.
1997 wurde er Generalsekretär des Internationalen Clubs La Redoute in Bad Godesberg, im Sommer 2000 Direktor des Pavillons des Heiligen Stuhls auf der EXPO Hannover.
Seit 2001 nimmt Matuschka Ehrenämter in der Deutschen Assoziation des Malteserordens und in anderen gemeinnützigen Vereinigungen wahr.